# Elecciones parlamentarias de Transnistria de 2005
Las elecciones parlamentarias se celebraron en Transnistria el 11 de diciembre de 2005. Las ganó Renovación, una ONG que, junto con sus aliados, derrotó al partido República del presidente Ígor Smirnov durante mucho tiempo. Tras su victoria, en junio de 2006, Obnovlenie se registró como partido político.

## Resultados
Según los datos de PMR, solo 15 de los 43 miembros de su parlamento (MP) nacieron en el territorio de PMR (incluidos 12 en Transnistria propiamente dicho y 3 en el área de Besarabia en la ciudad de Bender y sus alrededores , que está controlado por PMR) , mientras que otros 4 en el resto de Moldavia, y el resto nació principalmente en Rusia o Ucrania. Igor Smirnov, líder del PMR, llegó a la región en 1987. La mayoría de los parlamentarios nacidos en otros lugares se habían mudado a la región diez años o más antes de que estallara el conflicto.
| Candidatos                            | Candidatos                         | Votos   | %     | Escaños |
| ------------------------------------- | ---------------------------------- | ------- | ----- | ------- |
|                                       | Renovación                         |         |       | 23      |
|                                       | República                          |         |       | 13      |
|                                       | Aliados de Renovación              |         |       | 6       |
|                                       | Independientes                     |         |       | 1       |
| Total                                 | Total                              |         |       | 43      |
|                                       |                                    |         |       |         |
| Votos válidos                         | Votos válidos                      | 204,797 | 96.58 |         |
| Votos en blanco o nulos               | Votos en blanco o nulos            | 7,260   | 3.42  |         |
| Total de votos                        | Total de votos                     | 212,057 | 100   |         |
| Votantes registrados/participación    | Votantes registrados/participación | 410,058 | 51.71 |         |
| Fuente(s): BHHRG, RIA Novosti, Regnum |                                    |         |       |         |

## Consecuencias
La victoria de Renovación permitió al partido cambiar al presidente a largo plazo del Consejo Supremo, Grigore Mărăcuţă. El 28 de diciembre de 2005, el líder de Renovación, Yevgeny Shevchuk, fue elegido nuevo presidente.